# Mary Kennedy
Pour les articles homonymes, voir Kennedy.
Mary Kennedy (née le 4 octobre 1954 à Clondalkin) est une animatrice de télévision irlandaise.

## Formation
Kennedy fait ses études au Coláiste Bhríde de Clondalkin et à l'University College Dublin, où elle obtient un baccalauréat ès arts. En 1976-1977, elle enseigne l'anglais en Bretagne, avant de retourner à son alma mater pour enseigner l'irlandais et l'anglais.

## Carrière
La carrière de Kennedy commence en 1978 lorsqu'elle postule pour un poste d'annonceuse chez RTÉ. Elle rejoint à 21 ans l'équipe de RTÉ News, devenant présentatrice de nouvelles. Elle présente notamment le Concours Eurovision de la chanson 1995, une émission d'interview du samedi soir intitulée Kennedy pendant l'été 1997, et a été coprésentatrice avec Marty Whelan dans le programme du magazine Open House de 1999 à 2004. Elle présente Up for the Match à partir de 1999 et les People of the Year Awards, jusqu'à ce que RTÉ la remplace en 2007 dans les deux emplois par une présentatrice plus jeune, Gráinne Seoige.
Kennedy travaille en tant que coprésentatrice de Michael Ryan dans l'émission régionaliste de RTÉ Nationwide de 2004 à 2019.
En avril 2008, elle commente la couverture télévisée par RTÉ des funérailles nationales de l'ancien président irlandais Patrick Hillery. En mai 2011, elle présente la couverture télévisée de RTÉ sur la visite de la reine britannique Élisabeth II en Irlande. Elle commente aussi l'investiture du neuvième président irlandais, Michael D. Higgins.
En 2019, RTÉ la force à prendre sa retraite à l'âge de 65 ans. Elle revient en 2023 chez TG4 pour une émission consacrée aux femmes de plus de 60 ans.

## Famille
Sa nièce, Clare, était la petite amie du Garda Ciaran Jones, mort emporté dans la Liffey après avoir tenté d'aider les automobilistes lors de pluies torrentielles en octobre 2011. Son neveu est l'auteur-compositeur-interprète Dermot Kennedy.